# Philip Winchester
Philip C. Winchester (Belgrade, 24 marzo 1981) è un attore statunitense.

## Biografia

### Carriera
Nato a Belgrade nel Montana, dopo essersi diplomato nel 1999 alla Belgrade High School si trasferisce a Londra (Inghilterra, Paese d'origine della madre) per entrare alla London Academy of Music and Dramatic Art. L'anno precedente, nel 1998, prima del diploma aveva iniziato la carriera cinematografica con una piccola parte nel film The Patriot che era stato girato nelle vicinanze del proprio paese. Nel 2004 entra nel cast del film Thunderbirds di Jonathan Frakes. Nel 2006 recita al fianco di James Franco nel film Giovani aquile, per poi nel 2008 vestìre i panni di Robinson Crusoe nel telefilm della NBC Crusoe e nel 2009 alla pellicola di M. J. Bassett Solomon Kane.
Nel 2011 ha interpretato il ruolo del cavaliere Leontes nella serie televisiva Camelot, la serie viene cancellata dopo una sola stagione. In seguito è stato protagonista, a partire dalla seconda stagione, della serie Strike Back rivestendo i panni del sergente Michael Stonebridge, recitando la parte fino alla quinta stagione, nel 2015; sempre nello stesso anno diventa il protagonista della serie The Player interpretando la parte di Alex Kane. Nel 2017 è uno dei protagonisti della serie televisiva Chicago Justice, recitando la parte del procuratore distrettuale Peter Stone. Nello stesso anno, dopo la cancellazione della serie, riprende il ruolo di Peter Stone in Law & Order - Unità vittime speciali.

### Vita privata
Nel 2008 ha sposato la sua fidanzata di lungo corso Megan Marie Coughlin.

## Filmografia

### Cinema
- The Patriot, regia di Dean Semler (1998)
- The Hi-Line, regia di Ron Judkins (1999)
- Il patriota (The Patriot), regia di Roland Emmerich (2000) - non accreditato
- LD 50 Lethal Dose, regia di Simon De Selva (2003)
- Thunderbirds, regia di Jonathan Frakes (2004)
- Shaking Dream Land, regia di Martina Nagel (2006)
- Giovani aquile (Flyboys), regia di Tony Bill (2006)
- The Heart of the Earth, regia di Antonio Cuadri (2007)
- Solomon Kane, regia di M. J. Bassett (2009)
- In My Sleep, regia di Allen Wolf (2010)
- Scartato (Undrafted), regia di Joseph Mazzello (2016)
- Rogue - Missione ad alto rischio (Rogue), regia di M. J. Bassett (2020)

### Televisione
- Commando Nanny - episodio pilota scartato (2004)
- CSI Miami - serie TV, episodio 4x09 (2005)
- King Lear, regia di Trevor Nunn - film TV (2008)
- Crusoe - serie TV, 13 episodi (2008-2009)
- Maneater, regia di Timothy Busfield - miniserie TV (2009)
- Alice, regia di Nick Willing - miniserie TV (2009)
- Warehouse 13 - serie TV, episodio 2x03 (2010)
- A Walk in My Shoes, regia di John Kent Harrison - film TV (2010)
- Fringe - serie TV, 4 episodi (2010-2011)
- Camelot - serie TV, 10 episodi (2011)
- Strike Back - serie TV, 43 episodi (2011-2019)
- 24: Live Another Day - serie TV, 3 episodi (2014)
- The Player - serie TV, 9 episodi (2015)
- Chicago P.D. - serie TV, episodi 3x21-4x07-4x16 (2016-2017)
- Chicago Justice - serie TV, 13 episodi (2017)
- Chicago Med - serie TV, episodio 3x01 (2017)
- Law & Order - Unità vittime speciali (Law & Order: Special Victims Unit) - serie TV, 30 episodi (2017-2019)

## Doppiatori italiani
Nelle versioni in italiano dei suoi lavori, Philip Winchester è stato doppiato da:
- Francesco Prando in Chicago P.D., Chicago Justice, Chicago Med
- Corrado Conforti in The Patriot
- Massimiliano Alto in Thunderbirds
- Alberto Caneva in Giovani aquile
- Riccardo Rossi in Solomon Kane
- Francesco Bulckaen in CSI Miami
- Massimiliano Manfredi in Crusoe
- Christian Iansante in Warehouse 13
- Roberto Certomà in Fringe
- Stefano Crescentini in Camelot
- Fabrizio Pucci in Strike Back
- Stefano Thermes in 24: Live Another Day
- Simone D'Andrea in The Player
- Massimo De Ambrosis in  Law & Order - Unità vittime speciali
- Diego Baldoin in Rogue - Missione ad alto rischio